# Basílica de Nuestra Señora del Lledó de Castellón de la Plana
El santuario-basílica (desde 1993) de Nuestra Señora del Lledó, se ubica en plena huerta de la Plana, a un kilómetro de Castellón, en el conocido como “Camí Lledó”. Se trata de un templo católico catalogado como Bien de Relevancia Local según la Disposición Adicional Quinta de la Ley 5/2007, de 9 de febrero, de la Generalitat, de modificación de la Ley 4/1998, de 11 de junio, del Patrimonio Cultural Valenciano (DOCV Núm. 5.449 / 13/02/2007), datado del siglo XIV, con intervenciones y reformas hasta el siglo XVIII, y con código 12.05.040-001.

## Historia
Según cuenta la leyenda, un labrador, “Perot de Granyana”, encontró en 1366, enganchada en las glebas del arado, una pequeña imagen, de apenas 6 centímetros de altura de la Virgen.
El lugar elegido para la construcción de la basílica/santuario era una zona que había estado habitada desde época romana y en la que existían restos arqueológicos de diversas culturas que se establecieron en el lugar a lo largo de la historia.
Se cree, pese a contar con escasa documentación que lo avale (tan solo un documento que hace referencia a la misma en 1398), que existía una colina quizás incluso creada artificialmente, que debió desaparecer incluso como parte de las obras realizadas para la construcción de los primeros templos conocidos del Lledó, o para ampliar las tierras de cultivo durante la Edad Media, como mecanismo que facilitara la llegada de las aguas para el riego de las mismas.  Esto es relevante para efectos de comprender de dónde viene el nombre de la advocación mariana, ya que para unos expertos tiene su origen en un árbol, el “lledoner”, en castellano almez, mientras que otros aseguran que el nombre tiene su origen en un accidente geográfico, ya que desde el punto de vista lingüístico sí que existe un significado relacionado con el relieve del terreno. Como prueba se aporta la investigación de un experto sobre un documento del año 978, en el cual se registra la donación de unas tierras en el término de Lucduno, conocida actualmente como Lledó d’Empordà, por el conde Miró de Besalú y el obispo de Gerona al monasterio de San Pedro de Besalú.
Lo que sí se sabe es que el templo construido por Joan Ibáñez estaba en estado ruinoso en el siglo XVII, lo cual se añadía al derrumbe de la cúpula de la iglesia en 1741, que se consideró debido a la falta de firmeza en el suelo.
Se dispone de documentación sobre la ermita de Santa María del Lledó desde 1375, se trata de un documento en el que el «Consell Municipal de la Villa» y el vicario de la iglesia parroquial de la misma, eran autorizados, para celebrar misa diaria, así como oficios divinos en el templo de Lledó.
Esta documentación prueba que en su inicio la administración de la basílica estaba en manos del Consell municipal y que existía un gran interés por parte del municipio en este templo en concreto.
El siguiente documento por antigüedad, se refiere a la autorización municipal para que por vez primera una persona sea responsable del santuario. Pero este documento no es tan relevante como el diploma posterior, datado 10 de septiembre de 1405, por el que se puede conocer mucho más que sobre los orígenes documentales del templo del Lledó. Según esta documentación, el papa Benedicto XIII (1394-1417), llamado también el papa Luna, anexionó en 1397 la iglesia de Santa María de Castelló con todas sus rentas a la cartuja de Vall de Cristo. Pere Pujol, prior de la cartuja de Vall de Cristo, a principios del año 1405 llega a Castellón donde toma posesión del templo parroquial y cobra su rentas; y además trata de administrar del santuario, tomando posesión de forma oculta de la iglesia del Lledó, lo cual provocó la oposición de los Jurados de la Villa. Los representantes del Consell Municipal protestaron ante el abuso de poder del prior de la cartuja, ya que desde el primer tercio del siglo XIII, el santuario de Lledó es administrado única y exclusivamente por el municipio. Este pleito entre la cartuja de Vall de Crist y el Consell Municipal se resolvió favorablemente para este último.
Una pregunta que se hacen los historiadores es si esta primitiva iglesia rural fue o no anterior a la conquista de la zona por el rey Jaume I. Según Lluís Revest i Corzo, historiador y cronista de Castellón, el origen del culto y devoción a la Virgen del Lledó era muy anterior a la supuesta “troballa” de 1366. También otros historiadores admiten que era posible la coexistencia de una comunidad cristiana anterior a la conquista con los musulmanes, y que por ello no debe descartarse que se levantara y/o utilizara esta pequeña capilla en la zona. Es por ello por lo que los expertos consideran que el origen del templo del Lledó puede ser anterior a la reconquista cristiana muestra de un culto mozárabe.
Se puede concluir que la devoción hacia la imagen, consistente en una pieza en alabastro, de época paleocristiana, que representa a una diosa de la fecundidad, se extendió rápidamente y pronto se erigió el templo. La advocación se convirtió en patrona de la ciudad de Castellón en 1922 (cuando el papa Pío XI, el 8 de noviembre declaraba a la Virgen de Lledó Patrona de Castellón) 1924 fue coronada canónicamente y el 4 de mayo de 1924 fue canónicamente coronada. De la construcción más antigua se conserva todavía una columna gótica.

## Descripción
El edificio actual se construyó a finales del siglo XVII, sobre los restos de los templos anteriores, motivo por el cual se conservan elementos decorativos de diversos estilos artísticos (la portada renacentista se construyó en 1572, que todavía sigue siendo la entrada a la iglesia, al gusto toscano renacentista, presenta arco de medio punto con pilastras estriadas enmarcándolo y soportando el entablamento rematado por una hornacina que acoge imagen de la Virgen, obra de Manuel Rodríguez datada de 1970), pese a que en conjunto puede clasificarse como neoclásico.
Se trata de un conjunto de edificios uno de ellos es la iglesia en sí, mientras que el otro es el destinado a vivienda del ermitaño.
Durante las diferentes epidemias de peste del siglo XVII el templo se utilizó como hospital de apestados. Tras este uso se decidió reformar el templo pasando a tener tres naves, cúpula y linterna, obras iniciadas en 1655 por el maestro Joan Ibáñez y concluidas por Pere Vilallave en 1670. Pero su aspecto actual no adquiere hasta el siglo XVIII, pasando a convertirse en el santuario rural más grande de toda la Comunidad Valenciana.

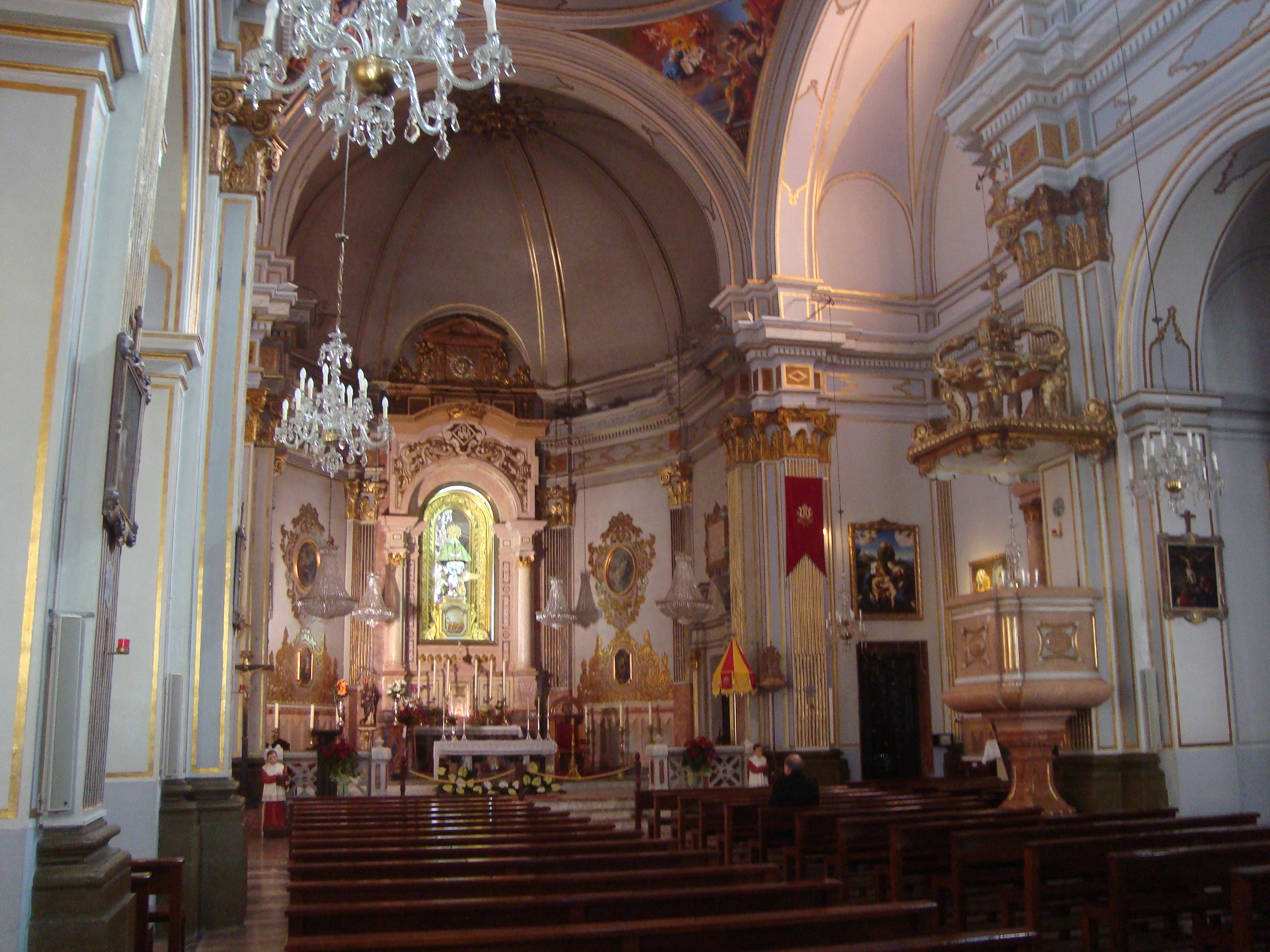
Nave de la Basílica de la Mare de Deu del Lledó, Castelló.

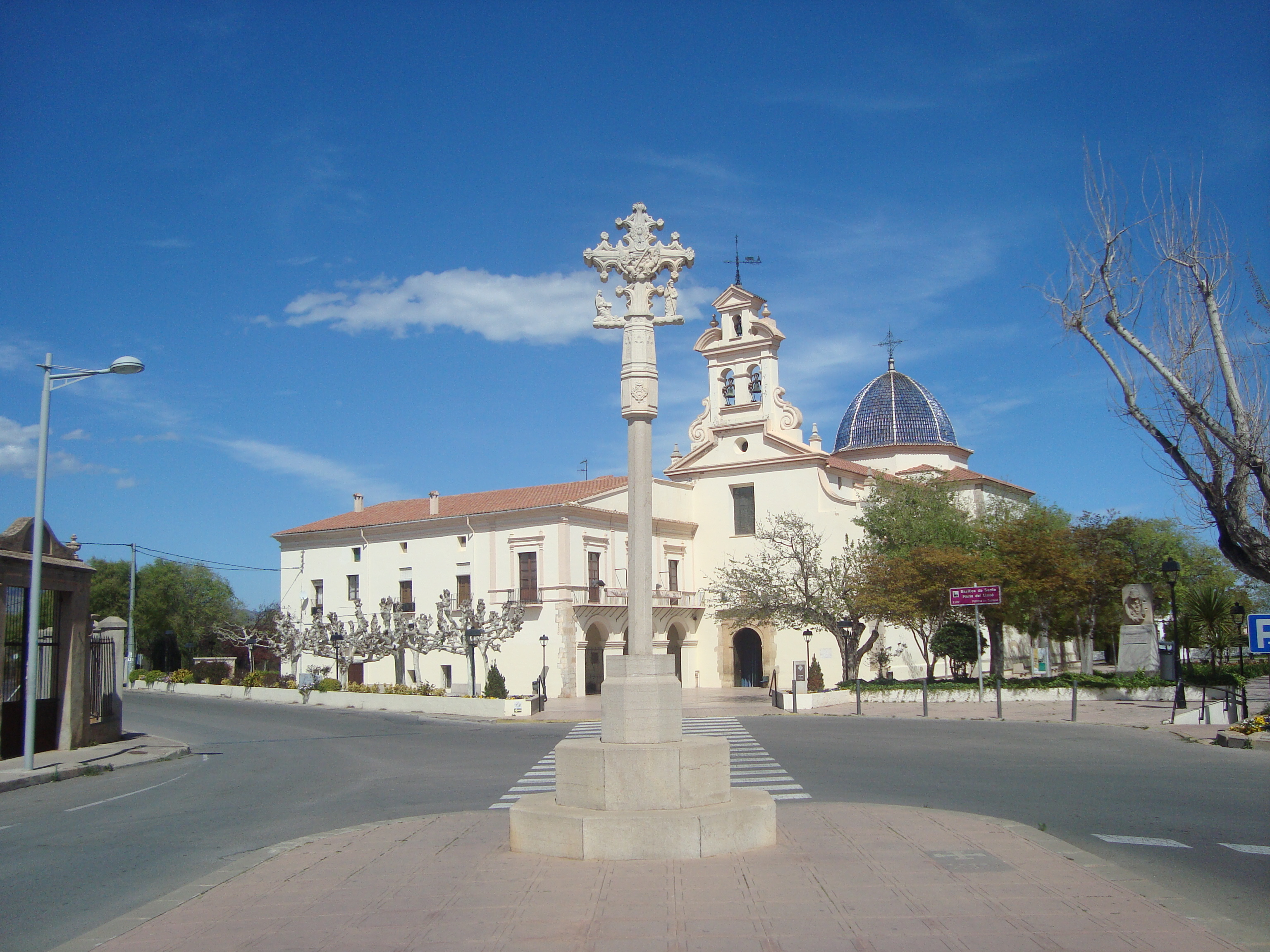
Basílica de la Mare de Déu del Lledó (Castelló de la Plana).

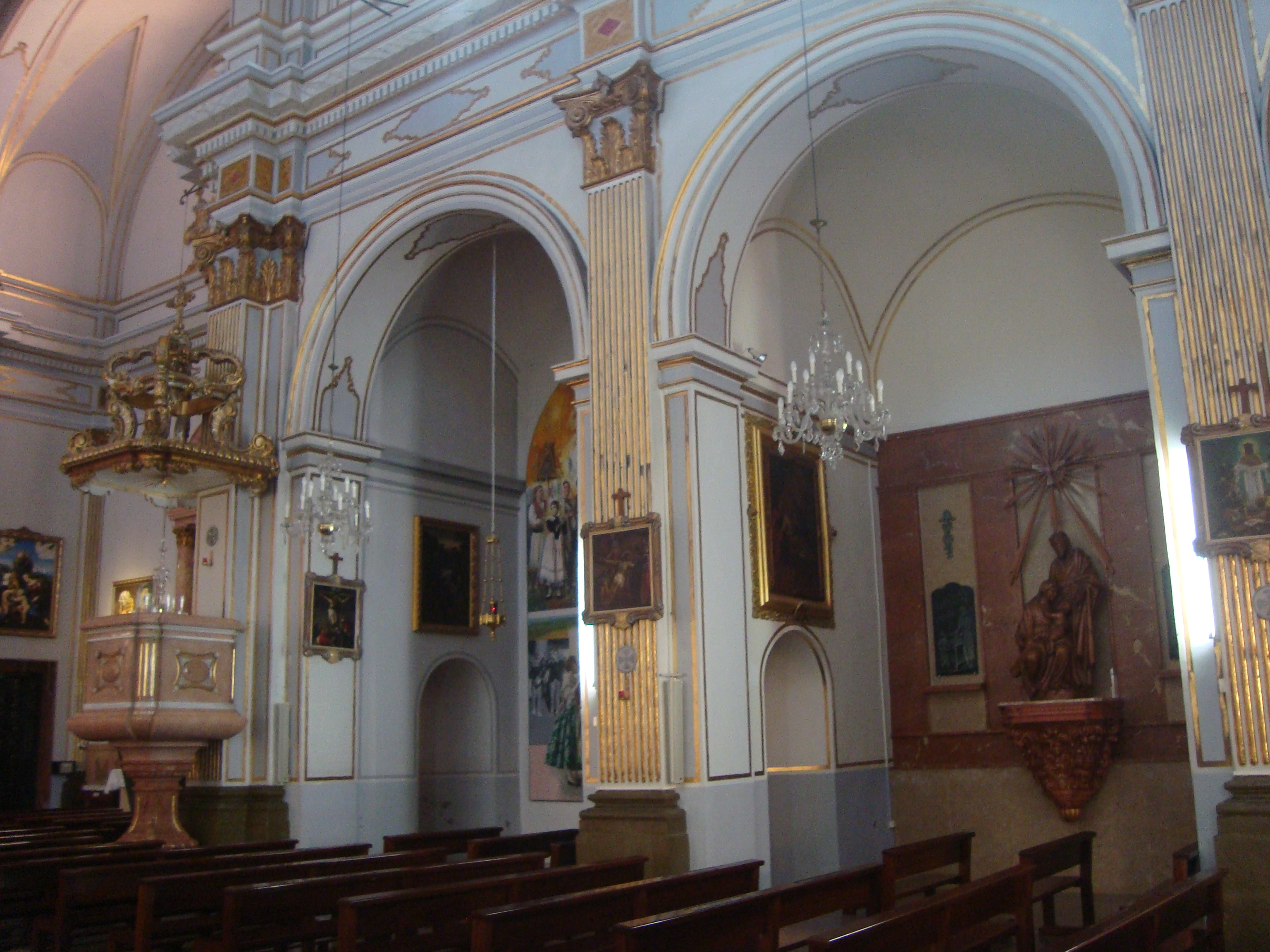
Capelles laterals de la Basílica de la Mare de Deu del Lledó, Castelló.

Entre las diversas actuaciones que sufre durante el siglo XVIII se tiene:
- entre 1724 y 1731, Pedro Juan Labiesca (Maestro Mayor de Sevilla), amplía la nave y le da origen a cuatro tramos (o crujías) con capillas laterales;
- en 1752, Juan de Rosas (natural de Jérica) finaliza la nueva cabecera;
- entre 1766 y 1768 los arquitectos Josep Gascó y Joan Argente dan al templo su traza definitiva, con ancha nave central y tres capillas laterales comunicadas entre sí.

Durante el siglo XX también sufrió intervenciones, pero estaban más centradas en el entorno y ornamentación. Así:
- en 1901 se inauguró un paseo que une el santuario, más tarde basílica, con la ciudad; y se restaura la decoración del templo;
- en 1943 se eleva una nueva espadaña, de tres huecos con sendas campanas sobre el frontón;
- en 1958 se coloca el monumento a Perot de Granyana, obra del escultor Juan Bautista Adsuaba;
- en la década de 1980 se remodela la explanada, se restaura la Casa Prioral y se renuevan diversos elementos del templo, al tiempo que unas excavaciones arqueológicas revelaban la existencia en sus proximidades de restos romanos y árabes.

En la actualidad, frente al santuario hay un amplio espacio con árboles, jardines, bancos y farolas, rodeado, en la parte delantera, por un murete con paneles cerámicos en los que se representan distintas ermitas del término. 
La casa prioral está situada perpendicularmente a la izquierda de la fachada del templo. Presenta dos plantas, con arcadas previas, con una zona posterior para aparcamiento para vehículos.
Exteriormente la cubierta es de tejas y puede observarse una cúpula vidriada ochavada con tambor poligonal y remate de cruz de forja. Además, en la parte exterior del crucero hay un panel cerámico representando a la Virgen y a san Cristóbal portando al Niño, firmado por J. B. Porcar en 1959.
Muy interesante es también la colección que se exhibe en el Museo de la Basílica, instalado bajo el coro. Aquí se conservan desde imágenes y pinturas a ricas piezas de orfebrería, bordados, ornamentos y numerosos mantos de la Virgen, sin olvidar la peana procesional de la patrona, realizada por el escultor Viciano.
Destaca en su interior (que es sobrio y austero) el altar mayor construido en mármol rosa y el camarín (con exterior cubierto por tejas sin vidrar) dónde se ubica la imagen relicario y la imagen original. Ya en 1638 la diminuta imagen se exhibía en una hornacina en el pecho de una imagen mayor de la Virgen, que le servía de relicario. Esta pieza tuvo que reemplazarse por otra (obra de Tomás Colón datada de 1940), ya que durante la Guerra Civil fue muy dañada y pese a ser restaurada en 1972 y se pasó a conservar en el Museo de la Basílica. También puede señalarse el importante patrimonio que abarca desde cruces procesionales, una talla en madera del s. XVIII de la Inmaculada, una Virgen de la Naranja (obra de J. Ortells), destacadas pinturas, mantos de la Virgen, joyas hasta antiguas imágenes relicario.

## Fiesta
La Basílica del Lledó no solamente es centro devocional y de peregrinaciones, sino también foco de actos cívicos y populares. La fiesta grande a la patrona de Castellón tiene lugar desde 1912 el primer domingo del mes de mayo (antes era el primer domingo de septiembre), con un gran número de celebraciones solemnes, culturales y festivas. Otra fecha importante es durante las Fiestas de la Magdalena, pues el santuario es el punto de llegada y recepción de la Romería de les Cañas a su regreso a la ciudad en el tercer Domingo de Cuaresma.

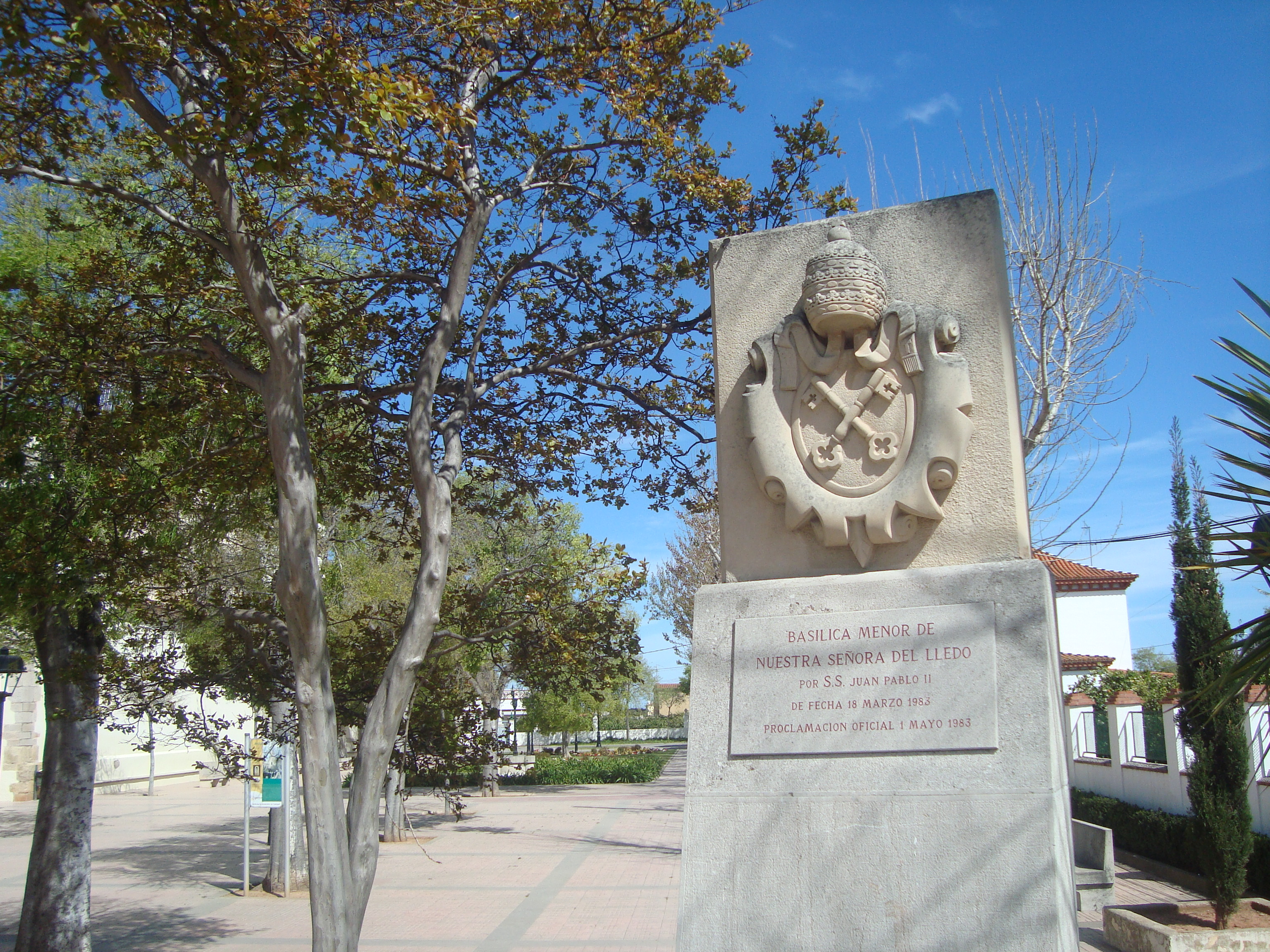
Anuncio de la Basílica de la Mare de Déu del Lledó (Castelló de la Plana).